# سیارک ۱۷۹۸۰
سیارک ۱۷۹۸۰ (به انگلیسی: 17980 Vanschaik، نامگذاری:1999JN56) هفده هزار و نهصد و هشتادمین سیارک کشف شده‌است که در ۱۰ مه ۱۹۹۹ کشف شد.
قدر مطلق سیارک برابر ۱۷.۸ است.